# Partita pour deux pianos

La Partita est une vaste composition pour deux pianos d'Arthur Honegger composée en 1940.

## Structure
1. Largo
2. Vivace allegretto
3. Largo
4. Allegro moderato

## Source
- François-René Tranchefort (direction), Guide de la musique de piano et de clavecin, Paris, Fayard, coll. « Les indispensables de la musique », 1987 (1re éd. 1986), 869 p. (ISBN 2-213-01639-9), p. 416.